# Jean Philippe Cretton
Jean Philippe Cretton Vásquez (né le 21 janvier 1985 à Victoria), est un journaliste, musicien et présentateur de télévision chilien.

## Biographie
2008-2010, il était partenaire Valeria Ortega.
Mai 2015, il rejoint Canal 13.

## Televisión

### Émissions
| Année       | Émission                     | Rôle                                          | Chaîne        |
| ----------- | ---------------------------- | --------------------------------------------- | ------------- |
| 2007-2008   | CQC                          | Reporter                                      | Mega          |
| 2009-2013   | Calle 7                      | Coanimateur (2009-2010) Animateur (2010-2013) | TVN           |
| 2010        | Abre los ojos                | Panéliste                                     | TVN           |
| 2011        | Un Minuto para Ganar         | Participant                                   | TVN           |
| 2011        | Inútiles y subversivos       | Invité                                        | TVN           |
| 2012        | V Festival Verano de Iquique | Animateur backstage                           | TVN           |
| 2012        | Conecta2                     | Animateur remplacement                        | TVN           |
| 2012        | Buenos días a todos          | Animateur remplacement                        | TVN           |
| 2012        | El mejor de Chile            | Animateur backstage                           | TVN           |
| 2012        | Calle 7 Équateur             | Animateur invité                              | TC Televisión |
| 2013-2015   | Mentiras verdaderas          | Animateur                                     | La Red        |
| 2013        | Así somos                    | Panéliste                                     | La Red        |
| 2013        | Mañaneros                    | Panéliste                                     | La Red        |
| 2016        | Expedición Chile             | Animateur                                     | Canal 13      |
| 2016        | La movida del festival       | Animateur                                     | Canal 13      |
| 2016        | Semplicemente Pizza          | Animateur                                     | Canal 13      |
| 2017        | Imparables                   | Animateur                                     | Chilevisión   |
| Depuis 2018 | La noche es nuestra          | Animateur                                     | Chilevisión   |

### Telenovelas
| Année | Telenovela | Personnage | Chaîne |
| ----- | ---------- | ---------- | ------ |
| 2012  | Pobre Rico | Lui-même   | TVN    |